# El Recodo, Nayarit
El Recodo är en ort i Mexiko.   Den ligger i kommunen Acaponeta och delstaten Nayarit, i den centrala delen av landet, 700 km nordväst om huvudstaden Mexico City. El Recodo ligger 39 meter över havet och antalet invånare är 768.
Terrängen runt El Recodo är kuperad åt nordost, men åt sydväst är den platt. Runt El Recodo är det ganska glesbefolkat, med 25 invånare per kvadratkilometer. Närmaste större samhälle är Acaponeta, 3,8 km sydväst om El Recodo. I omgivningarna runt El Recodo växer i huvudsak lövfällande lövskog.